# Judith Hoersch

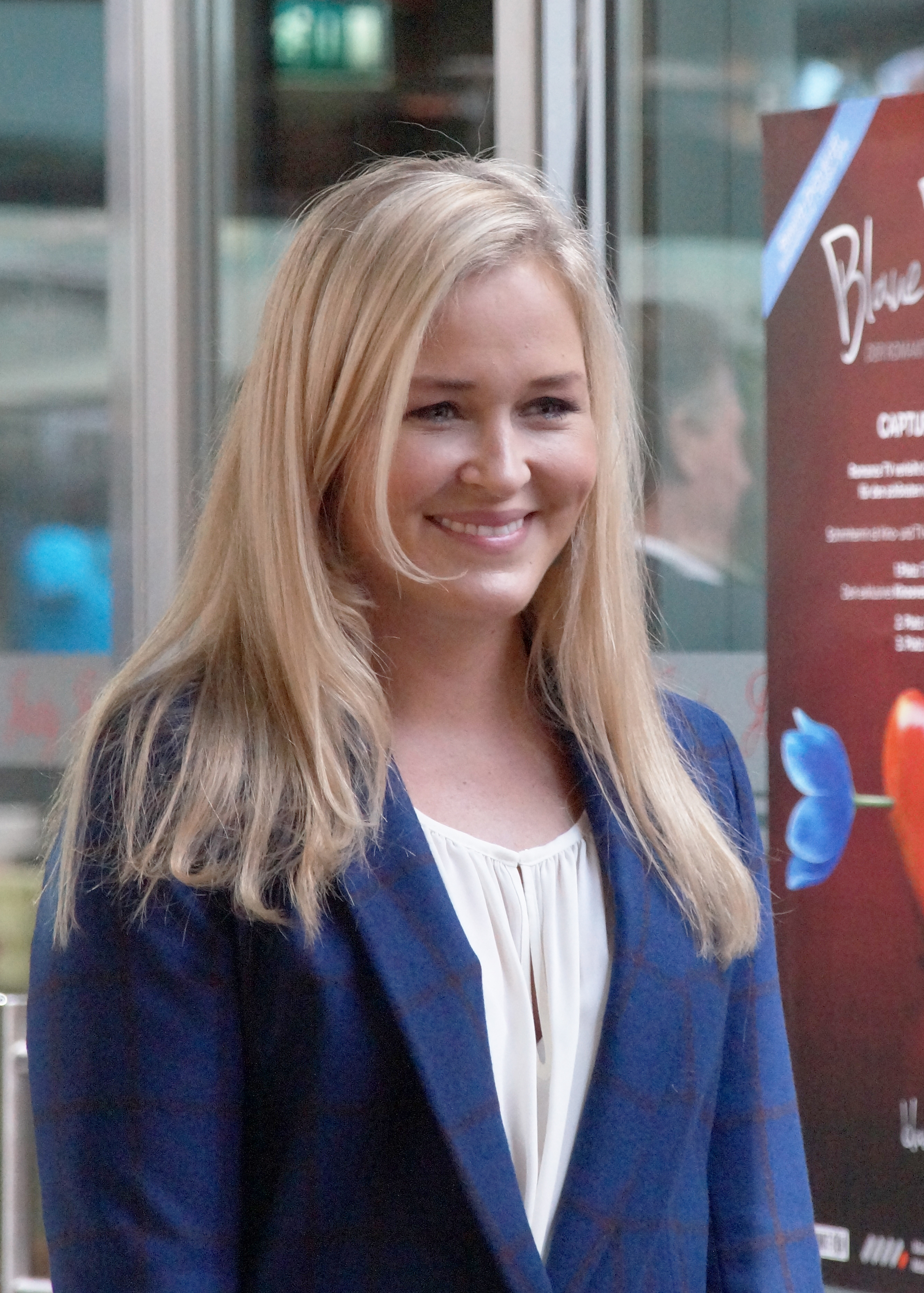
Judith Hoersch (2016)

Judith Delphine Hoersch (* 15. März 1981 in Köln) ist eine deutsche Schauspielerin, Autorin, Sängerin und Synchronsprecherin.

## Biografie
Judith Hoersch ist die Tochter einer Maskenbildnerin und des Musikjournalisten Teddy Hoersch.
Sie gab ihr Schauspieldebüt in der WDR-Serie Die Anrheiner (2001–2004) und der RTL-Serie Mein Leben & Ich (2000–2004). Noch vor ihrer Schauspielausbildung nahm sie privaten Schauspiel- und Gesangsunterricht. Von 2001 bis 2004 absolvierte sie die Schauspielschule am Deutschen Zentrum für Schauspiel in Köln, die sie mit der Bühnenreife verließ. Im Anschluss ging Hoersch mit einem Stipendium nach Los Angeles, um ihr Wissen über das Filmmetier zu vertiefen. Sie spielte im dramatischen Rollenfach und war im komödiantischen Fach in der Komödie Im Spessart sind die Geister los sowie in Grünwald Freitagscomedy und Sesamstraße präsentiert: Eine Möhre für zwei zu sehen. Sie hat in zahlreichen TV- und Filmproduktionen mitgewirkt, unter anderem im Kieler Tatort-Krimi Borowski und die Frau am Fenster, Das geheime Leben der Spielerfrauen, Das Traumschiff – Emirates, Ich will kein Kind von dir, Der Taunuskrimi, Der Lehrer, Der Kriminalist, Zappelphilipp, Der Staatsanwalt, Starfighter – Sie wollten den Himmel erobern. Hoersch wirkte in Kinofilmen wie Männer wie wir, Die Klasse von ’99 – Schule war gestern, Leben ist jetzt und Buddy mit. Seit 2019 spielt sie die Titelrolle in der ZDF-Fernsehfilmreihe Lena Lorenz.
Seit 2009 arbeitete Hoersch vermehrt in Großbritannien als Schauspielerin. Sie übernahm eine Hauptrolle in dem ITV-Drama Albert’s Memorial an der Seite von David Jason und David Warner und spielte in der britischen TV-Serie The Driver die Rolle der Ehefrau von Colm Meaney. Hoersch spielte auch in dem US-amerikanischen Kinofilm A Cure for Wellness unter der Regie von Gore Verbinski.
Auf der Bühne stand sie unter anderem für die Komödie am Kurfürstendamm neben Leslie Malton, Felix von Manteuffel und Marion Kracht in diversen Stücken.
Hoersch singt seit dem Abitur. Mit dem Kölner Produzenten Martin Becher erarbeitete sie ihr musikalisches Debüt Minipop und trat 2012 im Vorprogramm der Nils auf.
Zudem schreibt sie Filme und Bücher. 2005 schrieb und produzierte sie ihren ersten Kurzfilm, Marlen & Bijou, und spielte darin eine der Titelrollen. 2007 folgte ein weiterer Kurzfilm, Today is my day, in dem sie wieder eine Hauptrolle übernahm und auch den Titelsong sang. 2022 kam ihr Kurzfilm Ilse heraus, in dem sie die Titelrolle spielt und neben Claudia Engl für das Drehbuch und die Regie verantwortlich war. Auch hier schrieb sie den Titelsong, Die Türen dieser Welt, mit ihrem Musikerkollegen Karl Neukauf. Im Oktober 2020 erschien ihr erster Roman, Juno und die Reise zu den Wundern.
Hoersch unterstützt die Hilfsorganisation CARE, engagierte sich für die Erdbebenopfer in Haiti und unterstützte einige Frauenprojekte u. a. in Bosnien und Herzegowina.

## Persönliches
Hoersch ist mit dem Kameramann Joe Berger liiert. Sie haben seit 2019 eine gemeinsame Tochter und leben in Berlin.

## Theater
- 2001: Nachtasyl
- 2003: Bernarda Albas Haus
- 2003: Paul liebt Ly
- 2004: 4.48 Psychose
- 2006: Tätowierung

## Filmografie

### Kino
- 2002: Blue Hope (Kurzfilm)
- 2003: Die Klasse von ’99 – Schule war gestern, Leben ist jetzt
- 2004: Männer wie wir
- 2005: Gisela
- 2005: Winterberg (Kurzfilm)
- 2005: Marlen & Bijou
- 2006: Lieben
- 2013: Augenblick
- 2013: Buddy
- 2015: Train Station
- 2016: A Cure for Wellness
- 2017: Schneeflöckchen
- 2017: Das letzte Mahl
- 2018: Die Haut der Anderen
- 2018: Ingenium
- 2020: Freak City

### Fernsehen
- 2000: Digital Ghost
- 2000: Nikola
- 2001–2009: Mein Leben und ich
- 2001–2003: Die Anrheiner
- 2002: Virtual love
- 2002: Kanal fatal
- 2002: Coconut kiss, Serienpilot
- 2002, 2007: Hausmeister Krause – Ordnung muss sein
- 2002: Die Wache
- 2003: Zwei nach eins
- 2004: Die Beauty-Oueen
- 2004: Das geheime Leben der Spielerfrauen
- 2005: SOKO Köln – Die Rache der Elfen
- 2007–2008: Rote Rosen (Folgen 132–270)
- 2009: Albert’s Memorial
- 2009: Das Traumschiff – Emirate
- 2010, 2016: SOKO Wismar
- 2010: Im Spessart sind die Geister los
- 2011: Inspektor Barbarotti – Verachtung
- 2011: Tatort: Borowski und die Frau am Fenster
- 2011: Der Kriminalist – Grüße von Johnny Silver
- 2012: Zappelphilipp
- 2013: SOKO Stuttgart – Das Wunder von Stuttgart
- 2013: Akte Ex – Der Informant
- 2013: Notruf Hafenkante – Einmal Traumschiff
- 2013: Die Biene Maja (Synchronrolle als Tamara)
- 2014: SOKO Stuttgart – Silicon Sally
- 2014: The Driver
- 2015: Die Rosenheim-Cops – Vertrauen ist gut, Kontrolle ist besser
- 2015: In aller Freundschaft – Folge 697: Bittere Wahrheiten, Folge 698: Doppeltes Spiel
- 2015: Starfighter – Sie wollten den Himmel erobern
- 2016: Der Lehrer – Like in a fucking French Movie ... so unverkrampft
- 2017: Ein Dorf rockt ab
- 2017: In aller Freundschaft – Die jungen Ärzte – Mit Leib und Seele
- 2017: Ferien vom Leben (Fernsehfilm)
- 2017: Ich will (k)ein Kind von Dir (Fernsehfilm)
- 2017: Bodycheck – Mit dem Herz durch die Wand
- 2017: Anne und der König von Dresden
- 2018: Im Wald – Ein Taunuskrimi
- seit 2019: Lena Lorenz
- 2019: Meine Nachbarn mit dem dicken Hund (Fernsehfilm)

## Synchronrollen (Auswahl)

### Filme
- 2011: Wrenn Schmidt als Beth Phillips in Our Idiot Brother
- 2012: Susan E. Hinton als Krankenschwester in Die Outsider
- 2012: Claire Bronson als Nancy Greenly in Koma
- 2013: Yasmine Hamdan als Yasmine in Only Lovers Left Alive
- 2013: Lucie Bibal als Lucie in Blau ist eine warme Farbe
- 2013: Minka Kelly als Jacqueline Kennedy in Der Butler

### Serien
- 2010: Yōko Hikasa als Jody Hopper in Kaito Kid
- 2012: Jenn Proske als Beth in House of Lies
- 2012–2015: Alex McKenna als Senna in Die Legende von Korra
- 2015: April Bowlby als Selena in Mom
- 2017: Tia Mowry als Cassie in Rosewood

### Hörbuch
- 2011: Künstler lesen für Haiti – Der Blutchor; Random House Audio; ISBN 3-8371-0836-8
- 2011: Manche Mädchen müssen sterben; Random House Audio
- 2012: Wir beide, irgendwann; der Hörverlag; ISBN 3-86717-888-7
- 2013: Lockwood & Co. – Die seufzende Wendeltreppe; der Hörverlag; ISBN 978-3-8371-2234-3

## Auszeichnungen
- 2023: 2. Platz beim Eat My Shorts – Hagener Kurzfilmfestival für den Kurzfilm Ilse (Regie zusammen mit Claudia Engl)
- 2023: Publikumspreis beim Eat My Shorts – Hagener Kurzfilmfestival für den Kurzfilm Ilse (Regie zusammen mit Claudia Engl)